# Reino de Tremecém
O Reino de Tremecém ou Reino Ziânida de Tremecém (em árabe: مملكة تلمسان) foi um reino berbere no que hoje é o noroeste da Argélia. Seu território se estendia de Tremecém até a curva do Chelife e Argel, e em seu zênite alcançava o rio Mulucha no oeste, Sijilmassa ao sul e o rio Sumã no leste.

## História

### Fundação
Iaguemoracém ibne Zaiane, fundador epônimo de sua dinastia, era governador de Tremecém em nome do Califado Almóada. Em 1235, herdou a liderança da família de seu irmão e aproveitou o declínio do califado para declarar sua independência. Tremecém se tornou a capital de um dos três Estados sucessores, governada por séculos por sucessivos sultões ziânidas. Sua bandeira era um crescente branco apontando para cima em um fundo azul. O reino cobria as regiões menos férteis do Atlas do Tel e o seu povo incluía uma minoria de fazendeiros e aldeões estabelecidos, e uma maioria de pastores nômades.
Iaguemoracém foi capaz de manter o controle sobre grupos berberes rivais, e quando confrontado com a ameaça externa do Império Merínida, formou uma aliança com o emir de Granada e o rei de Castela, Afonso X (r. 1252–1284). De acordo com ibne Caldune, "era o homem mais corajoso, temido e honrado da família abdaluádida. Ninguém cuidava dos interesses de seu povo, mantinha a influência do reino e administrava a administração do estado melhor do que ele fez." Em 1264, conseguiu conquistar Sijilmassa, assegurando assim o controle das duas saídas mais importantes do comércio transaariano. Em 1274, Ujda e Sijilmassa foram perdidas aos merínidas.
Antes de sua morte, instruiu seu filho e herdeiro Abuçaíde Otomão I (r. 1283–1303) a permanecer na defensiva com o Império Merínida, mas se expandir para o território do Reino Haféssida, se possível. Sob a liderança de Iaguemoracém, e mais tarde sob Abu Hamu II (r. 1359–1389), o reino seguiu uma política expansionista, empurrando em direção a Fez no oeste e no vale do Chelife e Bugia no leste.

### Tumulto político
A cidade de Tremecém foi várias vezes atacada ou sitiada pelos merínidas, e grandes partes do reino foram ocupadas durante várias décadas no século XIV. O sultão merínida Abu Iacube Iúçufe Anácer (r. 1286–1307) sitiou a capital entre 1299 e 1307. Durante o cerco, construiu uma nova cidade, Almançora, desviando a maior parte do comércio para ela. A nova cidade foi fortificada e teve uma mesquita, banhos e palácios. O cerco foi levantado quando Abu Iacube foi assassinado enquanto dormia por um de seus eunucos.

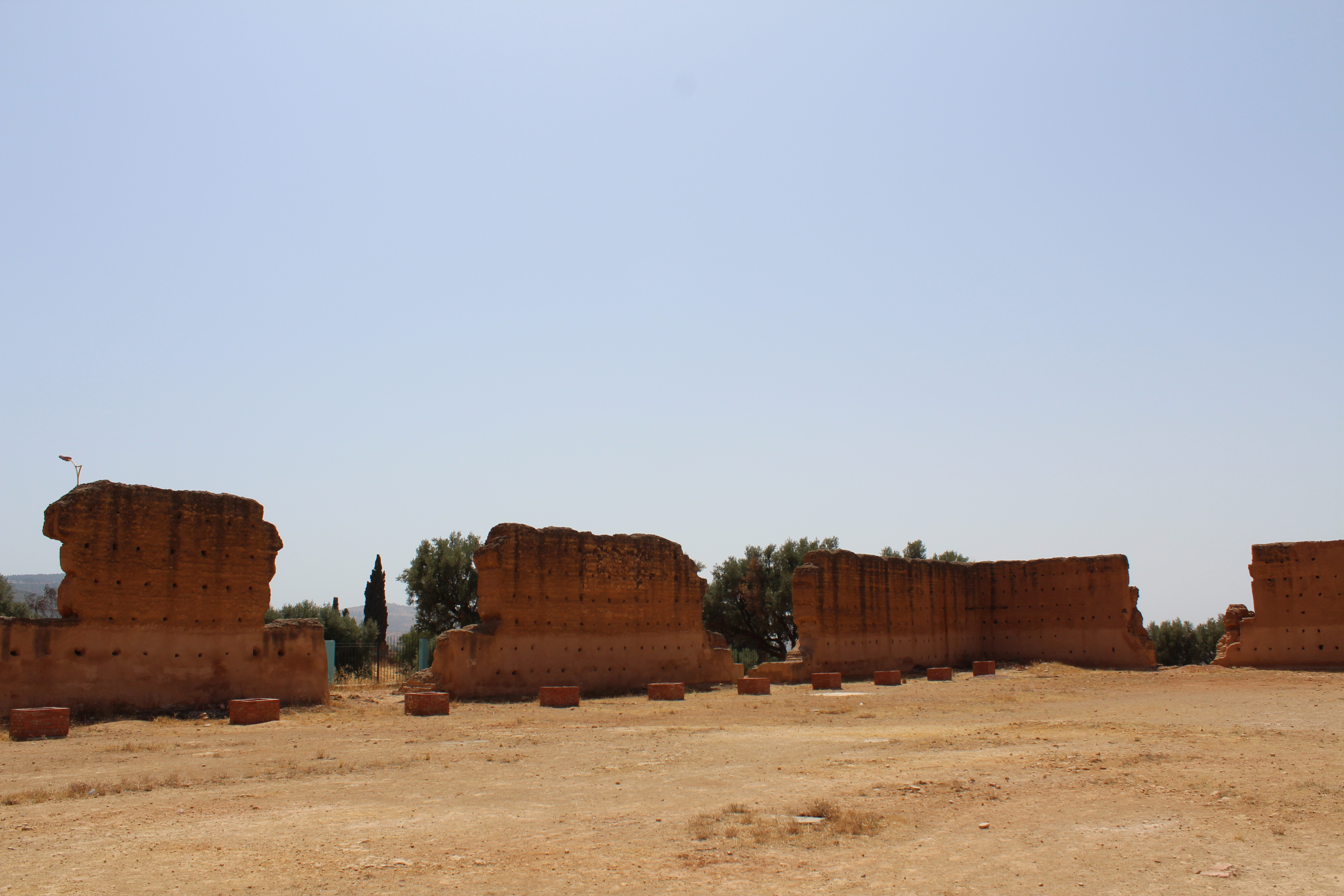
Colunas da mesquita de Almançora

Zênite do Império Merínida

Quando os merínidas partiram em 1307, os ziânidas destruíram Almançora imediatamente. Tremecém recuperou seu comércio e sua população cresceu, atingindo cerca de 40 000 habitantes por volta de 1330. Abu Zaiane I (r. 1303–1308) morreu em 1308 e foi sucedido por Abu Hamu I (r. 1308–1318). Abu Hamu foi morto em uma conspiração instigada por seu filho e herdeiro Abu Taxufine I (r. 1318–1337), que iniciou as hostilidades contra a Ifríquia enquanto os merínidas estavam distraídos por suas lutas internas. Taxufine sitiou Bugia e enviou um exército à Ifríquia, que derrotou o sultão haféssida Abu Iáia Abacar II , que fugiu para Constantina enquanto os ziânidas ocupavam Túnis.
Uma princesa haféssida casou-se com o sultão merínida Alboácem Ali ibne Otomão, e os haféssidas apelaram a ele por ajuda, fornecendo uma desculpa bem-vinda para invadir seu vizinho. Alboácem iniciou um cerco a Tremecém em 1335, e a cidade caiu em 1337. Abu Taxufine morreu durante a luta. Alboácem recebeu delegados do Egito, Granada, Túnis e Mali parabenizando-o por sua vitória, pela qual ganhou o controle total do comércio transaariano. Em 1346, o sultão haféssida Abubacar morreu e uma disputa sobre a sucessão se seguiu. Em 1347, Alboácem anexou a Ifríquia, reunindo brevemente os territórios do Magrebe como haviam sido sob os almóadas.
No entanto, Alboácem foi longe demais ao tentar impor mais autoridade sobre as tribos árabes, que se revoltaram e em abril de 1348 derrotaram seu exército perto de Cairuão. Seu filho, Abu Inane Faris (r. 1348–1358), que servia como governador de Tremecém, voltou a Fez e declarou-se sultão. Tremecém e o Magrebe Central revoltaram-se. O ziânida Abuçaíde Otomão II (r. 1348–1352) foi proclamado sultão e Alboácem teve que retornar da Ifríquia por mar. Depois de não conseguir retomar Tremecém e ser derrotado por seu filho, Alboácem morreu em maio de 1351. Em 1352, Abu Inane Faris recapturou Tremecém, bem como reconquistou o Magrebe Central. Tomou Bugia em 1353 e Túnis em 1357, tornando-se mestre da Ifríquia. Em 1358, foi forçado a retornar a Fez devido à oposição árabe, onde adoeceu e foi morto.
O sultão ziânida Abu Hamu II (r. 1359–1389) em seguida assumiu o trono de Tremecém. Teve um longo reinado pontuado pela luta contra os merínidas ou vários grupos rebeldes. Os merínidas reocuparam Tremecém em 1360 e em 1370.[carece de fontes?] Em ambos os casos, os merínidas descobriram que eram incapazes de segurar a região contra a resistência local. O historiador ibne Caldune viveu em Tremecém por um período durante o reinado próspero de Abu Hamu II, e o ajudou nas negociações com os árabes nômades. Disse sobre esse período: "Aqui [em Tremecém] a ciência e as artes desenvolveram-se com sucesso; aqui nasceram estudiosos e homens notáveis, cuja glória penetrou em outros países." Abu Hamu foi deposto por seu filho, Abu Taxufine II (r. 1389–1394), e o Estado entrou em declínio.
No século XV, a expansão para o leste foi tentada, mas foi desastrosa. O Estado estava cada vez mais fraco e se tornava intermitentemente um vassalo de os haféssidas, merínidas ou da Coroa de Aragão. No final do século, o Reino de Aragão havia ganhado controle político efetivo, intervindo nas disputas dinásticas dos sultões, cuja autoridade havia sido reduzido à cidade e sua vizinhança imediata. Tremecém foi capturada em 1554 pelo Império Otomano sob Sale Reis, o paxá de Argel. Sob o Império Otomano, a cidade rapidamente perdeu sua antiga importância, tornando-se uma pacata cidade provinciana. O fracasso do reino em se tornar um Estado poderoso pode ser explicado pela falta de unidade geográfica ou cultural (apesar das diferenças entre as culturas do oeste merínida, centro ziânida e leste haféssida, todas as três culturas da época ainda estavam se desenvolvendo, e só se concretizou após a conquista otomana), as constantes disputas internas e a dependência de nômades árabes-berberes irregulares como militares.